# Tchégrané
Tchégrané (en albanais Çegrani; en macédonien Чегране) est un village du nord-ouest de la Macédoine du Nord, situé dans la municipalité de Gostivar. Le village comptait 6748 habitants en 2002. Il est majoritairement albanais.

## Démographie
Lors du recensement de 2002, le village comptait :
- Albanais : 6 672
- Macédoniens : 0
- Bosniaques : 0
- Autres : 73